# Veronica longifolia
Veronica longifolia es una planta fanerógama del género Verónica en la familia Plantaginaceae.

## Descripción
Es una planta herbácea perenne cuya altura oscila entre 30-90 cm o puede superar 1 m . Tallos erectos sin ramificar, tiende a formar grupos. Las hojas son opuestas o verticiladas en grupos de 3 o 4, lanceoladas, de pecíolo corto y profundamente dentadas. La inflorescencia surge en ramilletes densos formando espigas largas y estrechas de entre 10-30 cm de largo. Flores azules o púrpura, con cuatro pétalos y cuatro sépalos unidos, dos estambres  prominentes y pistilo con dos carpelos unidos.  Los frutos son cápsulas marrones, glabras y cordiformes en forma de corazón. 
Florece en verano.

## Ecología y hábitat
Habita zonas húmedas, incluidos los bancos de los ríos, llanuras y montañas bajas (hasta 1.250 m s. n. m.). Se produce en climas templados de Europa, raramente en Gran Bretaña, el límite de distribución es el norte de Escandinavia y es casi desconocida en las regiones mediterráneas.

## Sinonimia
- Pseudolysimachion longifolium